# Roswitha Bitterlich
Roswitha Bitterlich, auch Bitterlich-Brink, danach Wingen-Bitterlich (* 24. April 1920 in Bregenz; † 10. Dezember 2015 in Porto Alegre, Brasilien), war eine österreichische Malerin, Grafikerin und Dichterin.

## Leben
Roswitha Bitterlich wurde am 24. April 1920 als das erste von drei Kindern von Gabriele Bitterlich – der späteren Gründerin des Opus Angelorum – in Bregenz geboren. Ihre Brüder waren der Priester Hansjörg Bitterlich und der Physiker Wolfram Bitterlich. 1921 übersiedelte sie mit ihren Eltern zuerst nach Schluckenau in Böhmen und sieben Jahre später, 1928, nach Innsbruck, wo sie das Untergymnasium und die Frauenschule der Innsbrucker Ursulinen absolvierte.
Bitterlich heiratete 1945 den katholischen Publizisten und Widerstandskämpfer gegen den Nationalsozialismus Michael Brink. 1946 wurde die gemeinsame Tochter Mechthild Maria geboren. 1947 starb Brink an Spätfolgen der KZ-Gefangenschaft. Roswitha Bitterlich wanderte mit ihrem zweiten Ehemann Hubert Wingen und der Tochter nach Brasilien aus, wo sie bis zu ihrem Tod am 10. Dezember 2015 lebte.

## Künstlerische Entwicklung
Die seit ihrer frühen Kindheit zeichnende Roswitha Bitterlich wurde 1933 als „Wunderkind“ entdeckt, und ein eigentlich als Weihnachtsgeschenk für ihren Bruder angefertigtes Buch mit Aquarellen durch einen Berliner Verlag herausgegeben. Ihre erste Ausstellung wurde 1935 in Wien vom damaligen Bundeskanzler Kurt Schuschnigg eröffnet. Weitere Ausstellungen fanden 1936 in Prag, 1937 in Amsterdam, Rotterdam und Kopenhagen statt, 1938 in London, Zürich und Den Haag, 1939 in München und Stuttgart. 1951 folgte eine Ausstellung in New York.
Bitterlich ging für einige Monate nach Rom, um Sgraffito und Fresko zu studieren. Anschließend studierte sie in Stuttgart und, bis 1943, an der Akademie der bildenden Künste Berlin. Während der Zeit in Berlin lernte sie ihren späteren Ehemann Michael Brink kennen.
Im Folgenden verzichtete sie auf weitere Ausstellungen und konzentrierte sich auf religiöse Motive. Insbesondere der Engelkosmos ihrer Mutter wurde zum zentralen Thema ihres Schaffens und sie wurde zu einer Art offiziellen Illustratorin desselben, so finden sich z. B. in der Burg St. Petersberg in Tirol etliche Fresken von Roswitha Bitterlich mit diesem Thema. In Brasilien arbeitete sie zunächst als Buchillustratorin, wurde aber auch dort im Umfeld des Engelwerks aktiv. Roswitha Bitterlich gestaltete etliche Sakralbauten in Brasilien, Portugal und Österreich.
Erich Zeisl komponierte eine Kleine Sinfonie nach Bildern der Roswitha Bitterlich mit den Sätzen: Der Wahnsinnige, Arme Seelen, Der Leichenschmaus, Die Vertreibung der Heiligen.

## Werke in Publikationen
- Licht im Schnee: Ein Weihnachtsgang. Tyrolia Verlag, Innsbruck / Wien / München 1935, DNB 572417519
- Kindergedichte, mit Zeichnungen von ihr selbst. Selbstverlag, Innsbruck 1935, DNB 572417497. 2., vermehrte Auflage: Dr. Hanns Bitterlich, Innsbruck 1935, DNB 572417500
- Schwarz-Weiß-Kunst. Rauch, Innsbruck / Leipzig [1936], DNB 579208249
- Katalog Roswitha Bitterlich Hanns Maria Bitterlich, Innsbruck 1937
- Roswitha Bitterlich: Eine kleine Auswahl ihrer Gemälde, Band I. L. Berchtenbreiter, Rosenheim [1938], DNB 579208222
- Eulenspiegel: Abwandlungen eines alten Themas. J.G.Cotta’sche Buchhandlung, Stuttgart 1941, DNB 579208222 (Mit Gedichten von Hans Leip)
  - Eulenspiegel: Elf Radierungen (1941). Autonomie und Chaos, Berlin 2013, ISBN 978-3-923211-20-3 PDF (2., veränderte Auflage; ohne die Beiträge von Hans Leip.)
- Mit Roswitha ins Märchenland. L. Berchtenbreiter, Rosenheim, [1935], DNB 572417527
- Spielt auf dem Dach ein Wichtelmann: Zehn lustige Kinderlieder. L. Berchtenbreiter, Rosenheim, 1937, DNB 579173305 (Liedertexte Maria Berchtenbreiter, vertont von Leonore Pfund)
- Maria Berg (Text), Roswitha Bitterlich (Illust.): Hallelui-ja Hallelui-nein! Das Himmelsmärchen von dem unartigen Engelein. L. Berchtenbreiter, Rosenheim [1935], DNB 579174670
- Peter Kölln (Hrsg.): Mit Roswitha ins Märchen-Land. Firma Köllnflocken, Elmshorn 1935 (Bilderbuch mit farbigen Einklebebildern nach Originalen R.B.s)
- Sie fiedeln, blasen voller Lust! Zehn lustige Kinderlieder mit Bildern der jugendlichen Künstlerin Roswitha Bitterlich. Liedertexte: Maria Berchtenbreiter, Vertonung: Leonore Pfund. L. Berchtenbreiter, Rosenheim 1937, DNB 572235151
- Maria Schmidtmayr, Roswitha Brink-Bitterlich: Es wird heilige Kinder geben: Von braven und heiligen Kindern unserer Zeit. Tyrolia, Innsbruck / Wien / München 1932, DNB 575459581
- Beate Bitterlich (Text), Roswitha Bitterlich (Illustr.): Zwergenwelt für Enkelkinder. Ed. Tirol, Reith im Alpbachtal 2001, ISBN 3-85361-070-6